# Magnetische Suszeptibilität
Die magnetische Suszeptibilität {\displaystyle \chi } oder {\displaystyle \chi _{m}} (v. lat. susceptibilitas „Übernahmefähigkeit“) ist eine dimensionslose physikalische Größe, die die Magnetisierbarkeit von Materie in einem externen Magnetfeld angibt. Im einfachsten Fall ist sie eine für den jeweiligen Stoff charakteristische Proportionalitätskonstante, nämlich das Verhältnis der Magnetisierung zur magnetischen Feldstärke. In anderen Fällen kann sie von verschiedenen Größen abhängen, z. B. vom Ort, von den Frequenzen des Magnetfeldes und von der vorhergehenden Magnetisierung. Ihre möglichen Werte reichen von −1 (bei Supraleitern) bis 102 … 106 (bei Ferromagneten), wobei negative Werte eine Magnetisierung entgegen dem äußeren Magnetfeld bedeuten (Diamagnetismus).
Die magnetische Suszeptibilität ist eng mit der magnetischen Permeabilität verwandt.
Der vergleichbare Zusammenhang zwischen elektrischer Polarisation und elektrischem Feld wird durch die (di)elektrische Suszeptibilität beschrieben.

## Definition
Die gebräuchlichste Form, die magnetische Volumensuszeptibilität {\displaystyle \chi } (oder {\displaystyle \chi _{m}} mit m für „magnetisch“, auch {\displaystyle \chi _{V}} mit V für „Volumen“; {\displaystyle \chi } ist der griechische Buchstabe Chi), beschreibt im einfachsten Fall eine Proportionalitätskonstante zwischen der Magnetisierung {\displaystyle {\vec {M}}} und der magnetischen Feldstärke {\displaystyle {\vec {H}}}:
{\displaystyle {\vec {M}}=\chi {\vec {H}}}
Diese Definition ist nur korrekt, sofern magnetische Feldstärke und Magnetisierung einen einfachen linearen Zusammenhang aufweisen.
Allgemeiner lässt sich die magnetische Suszeptibilität als Ableitung definieren:
{\displaystyle \chi _{ij}={\frac {\partial M_{i}}{\partial H_{j}}},}
also als Änderung der Magnetisierung bei Änderung der magnetischen Feldstärke. Die Indizes {\displaystyle i,j} bezeichnen die Komponenten der räumlichen Orientierung ({\displaystyle x,y,z} in kartesischen Koordinaten) der entsprechenden Felder. In dieser Form ist die Suszeptibilität eine tensorielle Größe und berücksichtigt, dass Magnetisierung und Magnetfeld in verschiedene Richtungen zeigen können (magnetische Anisotropie).

## Beziehung zu verwandten Größen

### Molare und Massensuszeptibilität
Für die magnetische Suszeptibilität sind zwei weitere Maße gebräuchlich:
- die magnetische Massensuszeptibilität {\displaystyle \chi _{\text{mass}}} (auch {\displaystyle \chi _{g}} oder {\displaystyle \chi _{\rho }}, die Abkürzung {\displaystyle \chi _{m}} ist zu vermeiden) in m3·kg−1 bezeichnet die Suszeptibilität durch Dichte {\displaystyle \rho :}

{\displaystyle \chi _{\text{mass}}={\frac {\chi }{\rho }}=\chi \cdot {\frac {V}{m}}}
mit Masse {\displaystyle m} und Volumen {\displaystyle V}.
- die molare magnetische Suszeptibilität {\displaystyle \chi _{\text{mol}}} in m3·mol−1 unterscheidet sich durch die Verwendung der Molmasse {\displaystyle M} bzw. des Molvolumens {\displaystyle V_{\mathrm {m} }}:

{\displaystyle \chi _{\text{mol}}=M\cdot \chi _{\text{mass}}=M\cdot {\frac {\chi }{\rho }}=\chi \cdot {\frac {m}{n}}\cdot {\frac {V}{m}}=\chi \cdot {\frac {V}{n}}=\chi \cdot V_{\mathrm {m} }}
mit der Stoffmenge {\displaystyle n}.

### Magnetische Permeabilität
Die konstante magnetische Suszeptibilität steht in einem einfachen Zusammenhang mit der relativen magnetischen Permeabilität:
{\displaystyle \chi =\mu _{r}-1}
Dies folgt aus der Abhängigkeit der magnetischen Flussdichte {\displaystyle B} von der Magnetisierung {\displaystyle M} und der magnetischen Feldstärke {\displaystyle H}:
{\displaystyle B=\mu _{0}\cdot (H+M)=\mu _{0}\cdot (1+\chi )\cdot H=\mu _{0}\cdot \mu _{r}\cdot H}
mit der magnetischen Feldkonstante {\displaystyle \mu _{0}}.

### Konversion zwischen SI- und CGS-Einheiten
Alle obigen Definitionen beziehen sich auf das in der EU und der Schweiz vorgeschriebene Internationale Einheitensystem (SI). Da im gaußschen CGS-System die Permeabilitätskonstante des Vakuums abweichend definiert wird, ergibt sich ein Umrechnungsfaktor von 4π:
{\displaystyle \chi ^{\text{Gauss}}={\frac {1}{4\pi }}\cdot \chi ^{\text{SI}}}
Bei Nutzung älterer Tabellenwerte muss daher auf das verwendete Einheitensystem geachtet werden. Beispielsweise beträgt die Suszeptibilität von 20 °C warmem Wasser {\displaystyle -7{,}19\cdot 10^{-7}} im Gauß-System, was einem Wert von {\displaystyle -9{,}04\cdot 10^{-6}} im SI entspricht.

## Klassifizierung magnetischer Materialien

### Konstante magnetische Suszeptibilität / ohne magnetische Ordnung
Alle Stoffe reagieren zu einem gewissen Grad auf magnetische Felder. Im einfachsten Fall konstanter magnetischer Suszeptibilität werden zwei Effekte unterschieden, die in jedem Aggregatzustand auftreten. Da sie in der Regel sehr schwach sind, werden viele dieser Stoffe auch als „unmagnetisch“ ausgewiesen.

#### Paramagnetismus(χ > 0)
Paramagnetische Stoffe besitzen permanente magnetische Dipole, die ohne äußeres Magnetfeld aufgrund der thermischen Bewegung über alle Raumrichtungen verteilt sind, sodass die mittlere Magnetisierung Null beträgt. Im äußeren Magnetfeld richten sich die atomaren magnetischen Momente parallel zum äußeren Feld aus und verstärken damit das Magnetfeld im Innern des Stoffes. Die Magnetisierung ist also positiv und damit auch die Suszeptibilität. Im inhomogenen Magnetfeld wird ein paramagnetischer Körper in den Bereich großer Feldstärke gezogen. Die Temperaturabhängigkeit der Suszeptibilität wird durch das Curiesche Gesetz bestimmt. Paramagnetismus kann auch andere Ursachen haben, so liefern Leitungselektronen von Metallen einen temperaturunabhängigen Beitrag (Pauli-Paramagnetismus). Beispiele für paramagnetische Stoffe: Aluminium, Natrium, α-Mangan, Sauerstoff O2.

#### Diamagnetismus(χ < 0)
Diamagnetische Stoffe haben das Bestreben, das Magnetfeld aus ihrem Innern zu verdrängen. Sie besitzen kein permanentes magnetisches Dipolmoment. Im Magnetfeld werden jedoch Dipole induziert, die dem äußeren Feld entgegengerichtet sind, sodass das resultierende Feld im Inneren des Materials kleiner als außerhalb ist. Da die Magnetisierung sich also gegen die Richtung eines externen Magnetfeldes einstellt, ist die Suszeptibilität negativ. Im inhomogenen Magnetfeld wird ein diamagnetischer Körper aus dem Bereich großer Feldstärke herausgedrängt. Diamagnetische Beiträge sind im Allgemeinen temperaturunabhängig und ergeben sich nach dem Prinzip der Lenzschen Regel. Sie sind damit in allen Materialien vorhanden, wenn auch meist nicht dominant. Beispiele für diamagnetische Stoffe: Wasserstoff H2, Edelgase, Stickstoff N2, Kupfer, Blei, Wasser.
Einen Sonderfall stellen die Supraleiter dar. Sie verhalten sich im konstanten Magnetfeld als ideale Diamagneten mit {\displaystyle \chi =-1}. Dieser Effekt heißt Meißner-Ochsenfeld-Effekt.

### Variable magnetische Suszeptibilität / mit magnetischer Ordnung
Festkörper mit einer magnetischen Ordnung sprechen sehr stark auf Magnetfelder an. Ihre magnetische Suszeptibilität zeigt dabei ein kompliziertes Verhalten. Oberhalb einer Schwellentemperatur verhält sie sich paramagnetisch, unterhalb hängt sie von weiteren Faktoren ab:

#### Ferromagnetismus
Ferromagneten richten ihre magnetischen Momente parallel zum äußeren Magnetfeld aus, tun dies aber in einer stark verstärkenden Weise. Es ist vielfach möglich, einen Ferromagneten komplett zu magnetisieren, sodass die Suszeptibilität einen Sättigungseffekt zeigt. Die Sättigung hängt auch von der vorhergehenden Magnetisierung ab; man sagt, sie haben ein Gedächtnis. Das Verhalten wird durch eine Hystereseschleife beschrieben. Beispiele für Ferromagneten sind α-Eisen, Kobalt, Nickel.

#### Ferrimagnetismus
Die Suszeptibilität von Ferrimagneten hängt, wie bei den Ferromagneten, von der vorhergehenden Magnetisierung ab. Der Grund für ihr magnetisches Verhalten ist eine antiparallele Ausrichtung von unterschiedlich großen magnetischen Momenten in einem Kristall. Das Kristallgitter eines ferrimagnetischen Stoffes lässt sich durch zwei ineinander gestellte Untergitter beschreiben. Dabei stehen ohne äußeres Magnetfeld die magnetischen Momente der Untergitter genau antiparallel; sie haben aber einen unterschiedlichen Betrag, sodass ohne angelegtes Feld eine spontane Magnetisierung vorhanden ist. Die Magnetisierungskurve ist ähnlich zu der von Ferromagneten, aber mit wesentlich niedrigerer Sättigungsmagnetisierung. Ein Beispiel für ein ferrimagnetisches Material ist Magnetit (Fe3O4).

#### Superparamagnetismus
Werden ferro- oder ferrimagnetische Materialien zu sehr kleinen Partikeln (Nanometerbereich) verarbeitet, ändern sie ihre magnetischen Eigenschaften und zeigen paramagnetisches Verhalten. Diese sind als magnetische Nanopartikel oder im englischen SPIONs (superparamagnetic iron oxide nanoparticles) bekannt.

#### Antiferromagnetismus
Antiferromagnete sind magnetisch anisotrop, d. h., ihre Suszeptibilität hängt von der Orientierung des Festkörpers im Magnetfeld ab. Liegt das äußere Magnetfeld in einer Ebene mit den elementaren magnetischen Momenten, so ist der Zusammenhang zwischen Suszeptibilität und Temperatur näherungsweise linear. Steht das Magnetfeld senkrecht zu jener Ebene, so ist die Suszeptibilität näherungsweise temperaturunabhängig. Das Kristallgitter eines antiferromagnetischen Stoffes lässt sich durch zwei ineinander gestellte Untergitter beschreiben. Dabei stehen ohne äußeres Magnetfeld die magnetischen Momente der Untergitter genau antiparallel; sie haben aber den gleichen Betrag, sodass ohne angelegtes Feld die Magnetisierung verschwindet. Die Temperaturabhängigkeit wird durch die Néel-Temperatur beschrieben. Beispiele für Antiferromagneten: Metalle mit eingebauten paramagnetischen Ionen wie MnO oder MnF2.

#### Verwendung
Ferri- und ferromagnetische Stoffe können als Permanentmagnete verwendet werden, wenn diese nach Abschalten des äußeren Magnetfeldes eine große Restmagnetisierung aufweisen. Weichmagnetische Werkstoffe lassen sich hingegen sehr einfach (um)magnetisieren und werden deshalb beispielsweise für Generatoren und Transformatoren verwendet.

## Berechnung mittels der Gouyschen Waage
Zur Gouy-Waage siehe Magnetochemie.
Mit einer Gouyschen Waage können die Änderungen zweier Kräfte gemessen werden:
- Die Änderung der Schwerkraft, die auf die Waage wirkt, ist das Produkt aus Masseänderung und Schwerebeschleunigung:

{\displaystyle \Delta F_{g}=\Delta m\cdot g}
- Durch Einbringen eines para- oder diamagnetischen Stoffes in ein magnetisches Feld {\displaystyle H} werden die Feldlinien zusammengezogen oder gespreizt. Dadurch ändert sich die Kraft (vorher Luft: {\displaystyle \chi _{1}\approx 0,} nachher Material: {\displaystyle \chi _{2}\neq 0}):

{\displaystyle {\begin{aligned}\Delta F_{z}&=-{\frac {1}{2}}\cdot (\chi _{2}-\chi _{1})\cdot \mu \cdot H^{2}\cdot A\\&\approx -{\frac {1}{2}}\cdot \chi _{2}\cdot \mu \cdot H^{2}\cdot A\end{aligned}}}
mit der Fläche {\displaystyle A} der zu untersuchenden Substanz, die vom Magnetfeld durchdrungen wird.
Aus dem Gleichgewicht {\displaystyle \Delta F_{g}=\Delta F_{z}} an der Waage kann die (Volumen-)Suszeptibilität bestimmt werden:
{\displaystyle \chi =-2\cdot {\frac {\Delta m\cdot g}{\mu \cdot H^{2}\cdot A}}}
Aus der Beziehung
{\displaystyle B=\mu _{0}\cdot (1+\chi )\cdot H=\mu \cdot H}
für das Magnetfeld kann das magnetisierende Feld {\displaystyle H=B/\mu _{0}} für das Vakuum ({\displaystyle \chi =0}) bestimmt werden. Für einen Neodymmagneten mit einer magnetischen Flussdichte {\displaystyle B=0{,}29} T ergibt sich beispielsweise eine magnetische Feldstärke {\displaystyle H=231\;\mathrm {A/m} } direkt auf der Oberfläche eines Pols.
Das magnetisierende Feld ist ebenso wie das Magnetfeld abhängig von Position und Entfernung vom stromdurchflossenen Leiter oder Magneten und kann durch Kreisintegralrechnung genau bestimmt werden.

## Magnetische Suszeptibilität einiger Materialien
| Material            | {\displaystyle \chi } | {\displaystyle \chi _{\mathrm {mol} }} | {\displaystyle \chi _{\mathrm {mass} }} |
| ------------------- | --------------------- | -------------------------------------- | --------------------------------------- |
| Vakuum              | 0                     | 0                                      | 0                                       |
| Helium ∗            | -0.0011e-6            | -0.0238e-9 m3·mol−1                    | -5.93e-9 m3·kg−1                        |
| Xenon ∗             | -0.025e-6             | -0.57e-9 m3·mol−1                      | -4.35e-9 m3·kg−1                        |
| Sauerstoff ∗        | +1.9e-6               | 43e-9 m3·mol−1                         | +2690e-9 m3·kg−1                        |
| Wasser              | -9.035e-6             | -0.163e-9 m3·mol−1                     | -9.05e-9 m3·kg−1                        |
| Diamant             | -20e-6                | -0.069e-9 m3·mol−1                     | -5.8e-9 m3·kg−1                         |
| Graphit (senkrecht) | -45e-6                | -2.4e-9 m3·mol−1                       | -200e-9 m3·kg−1                         |
| Graphit (parallel)  | -85e-6                | -0.45e-9 m3·mol−1                      | -38e-9 m3·kg−1                          |
| Aluminium           | 21e-6                 | +0.22e-9 m3·mol−1                      | +7.9e-9 m3·kg−1                         |
| Silber              | -24e-6                | -0.238e-9 m3·mol−1                     | -2.20e-9 m3·kg−1                        |
| Bismut              | -166e-6               | -3.55e-9 m3·mol−1                      | -17.0e-9 m3·kg−1                        |

Die Suszeptibilität ist nur in geringem Maße von der Temperatur, häufig jedoch stark vom Aggregatzustand, vom Kristallsystem und von der Richtung des Kristallgitters abhängig. Eine große Anisotropie ist zum Beispiel bei pyrolytisch abgeschiedenem Graphit zu beobachten.